# آله تینی
آله تینی (انگلیسی: Aale Tynni; ۳ اکتبر ۱۹۱۳ – ۲۱ اکتبر ۱۹۹۷) مترجم و شاعر زن اهل فنلاند بود.
از افتخارات وی میتوان به کسب مدال طلا اشعار غنایی در بخش مسابقات هنری بازی‌های المپیک تابستانی ۱۹۴۸ اشاره کرد.